# Lac Nakatsuna

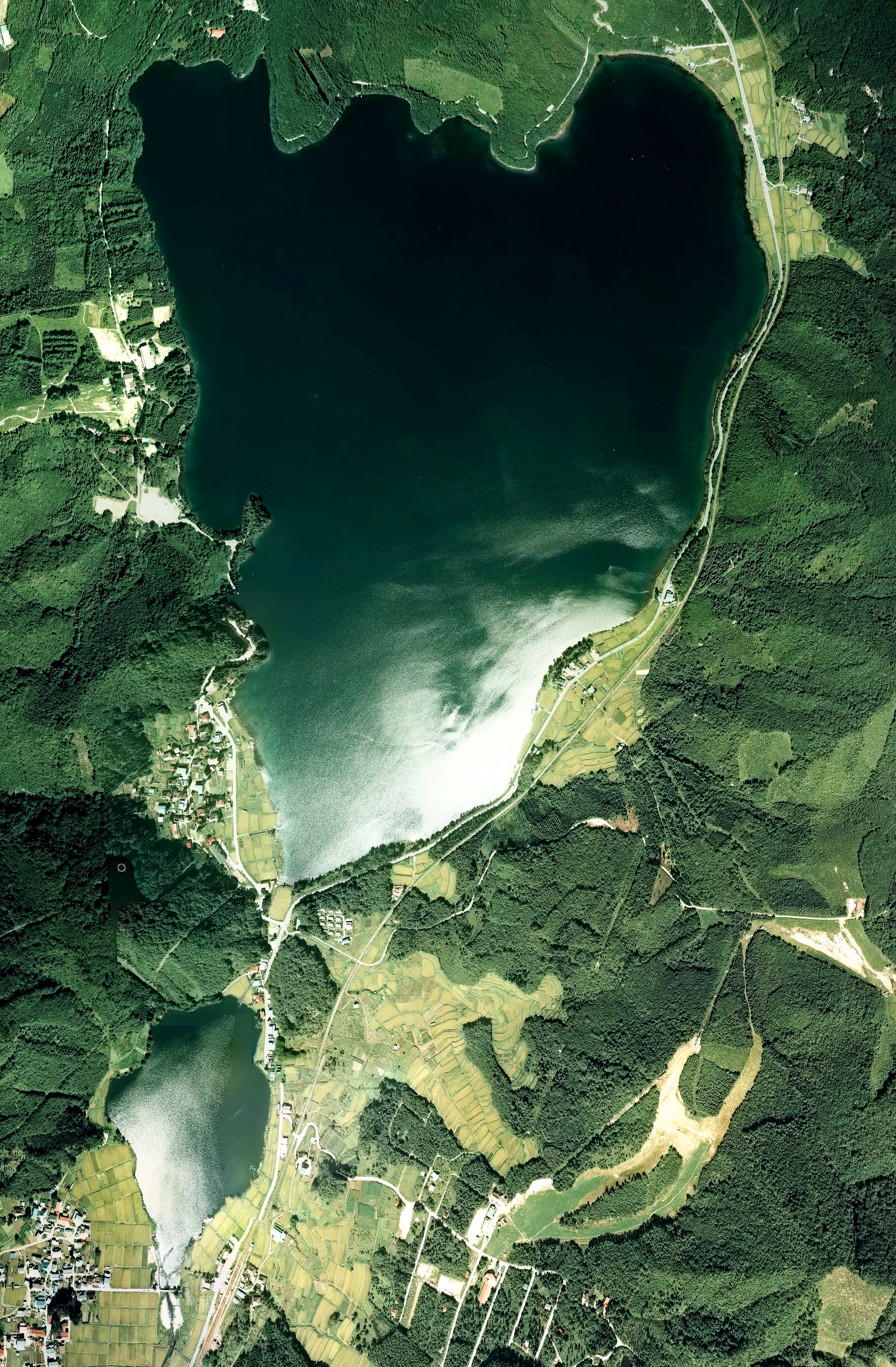
Vue aérienne du lac Aoki (en haut) et du lac Nakatsuna (en bas).

Le lac Nakatsuna (中綱湖, Nakatsuna-ko) est un lac situé à Ōmachi, dans la préfecture de Nagano au Japon. C'est un des trois « lacs Nishina » avec le lac Aoki et le lac Kizaki. Sa profondeur maximale est de 12 m. Ses sédiments ont été étudiés afin de mieux comprendre le changement climatique au Japon, pour trouver de preuves d'un optimum climatique médiéval et d'un petit âge glaciaire[réf. souhaitée].